# SoHo (Manhattan)

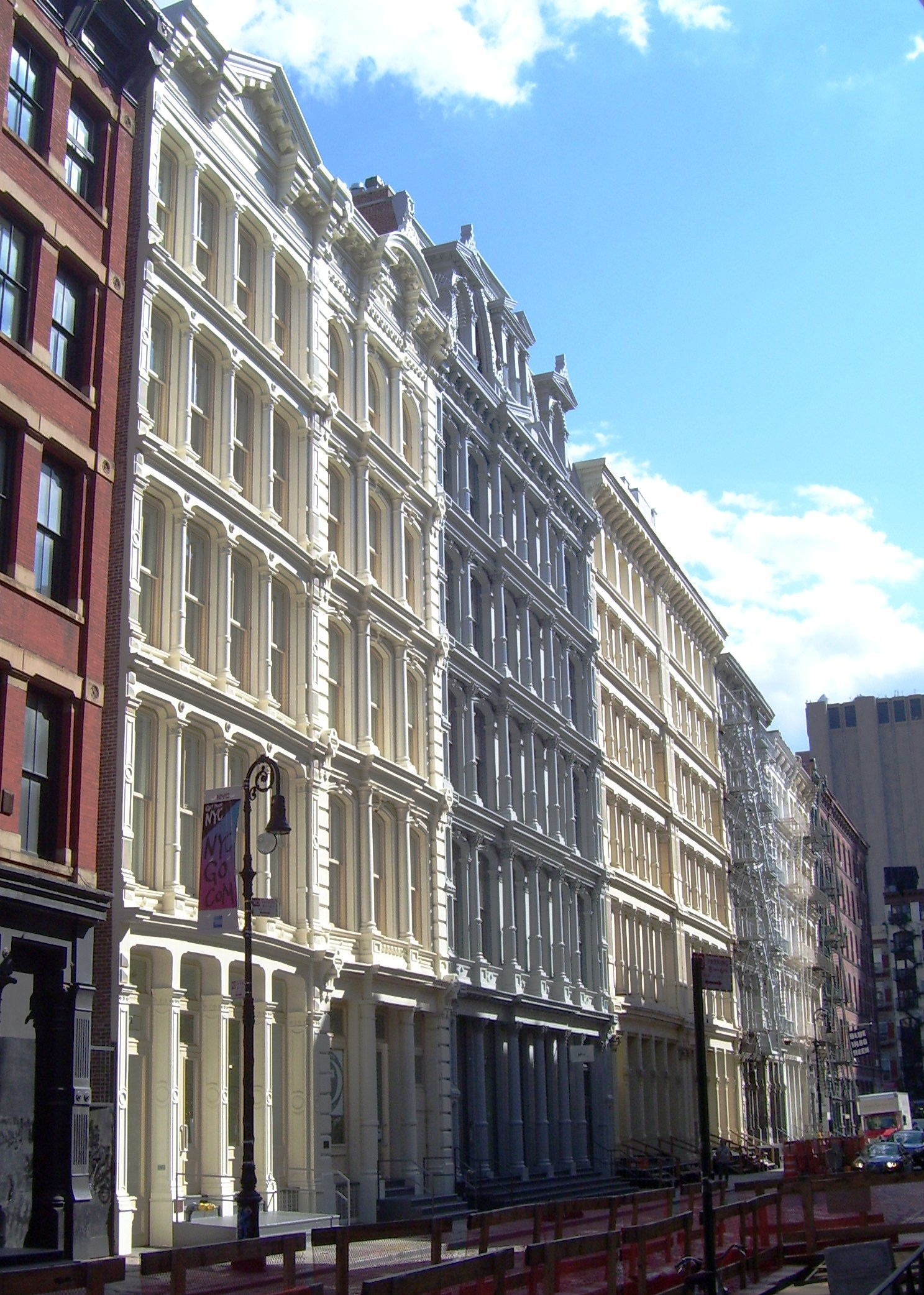
Für SoHo typische Gusseisen-Architektur in der Greene Street

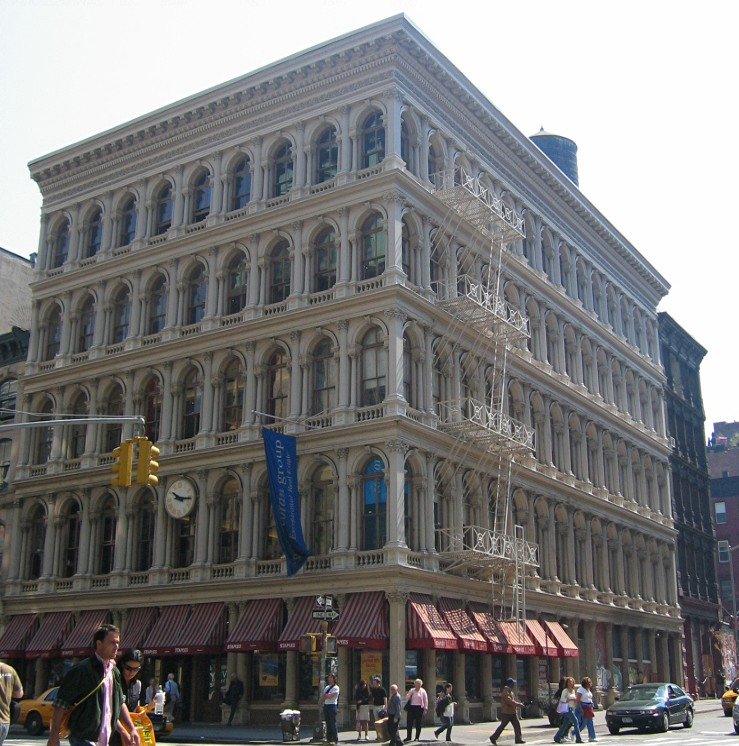
Cast-Iron-Gebäude an der Kreuzung Broome Street / Broadway

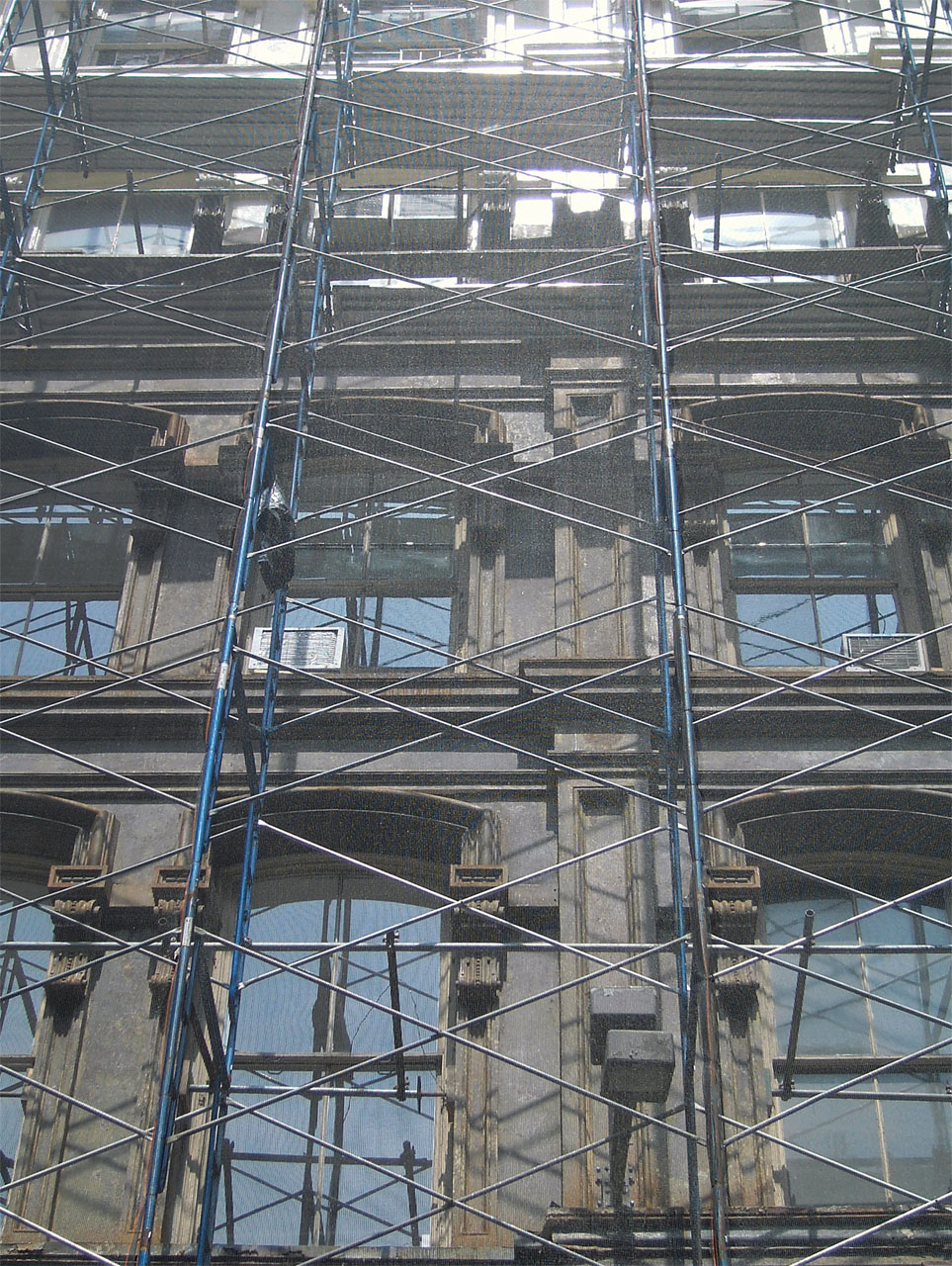
Durch Restaurierungsarbeiten sichtbare Gusseisenfassade eines Wohnhauses in der Water Street

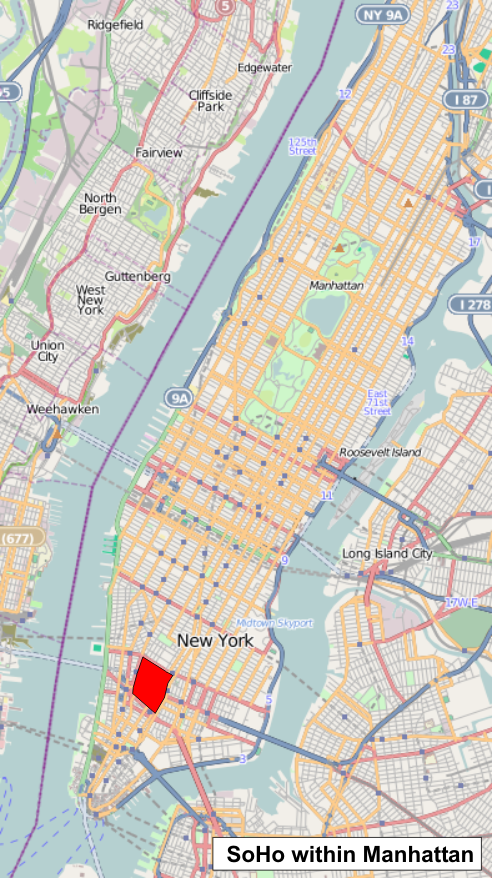
Lage von SoHo innerhalb Manhattans

SoHo ist ein Stadtteil im New Yorker Bezirk Manhattan. Der Name ist von South of Houston Street abgeleitet und zugleich eine Anspielung auf das Londoner Szeneviertel Soho. Die Houston Street ist die nördliche Begrenzung von SoHo. Im Süden reicht SoHo bis zur Canal Street. Unterhalb der Canal Street liegt im Westen Manhattans das Viertel Tribeca (Triangle Below Canal Street). Im Norden grenzt SoHo an den Bereich der New York University, Washington Square Park, Greenwich Village und an einige Straßenzüge, die in Anlehnung an SoHo manches Mal als NoHo („North of Houston Street“) bezeichnet werden. Es ist aber umstritten, ob dieses kleine Areal als selbständiger Stadtteil anzusehen ist. SoHo gilt als Szeneviertel.

## Geschichte
Erste Siedlungen auf dem hügeligen Moorgelände entstanden gegen 1785, als der Broadway, der bis zu diesem Zeitpunkt im Bereich der südlich von SoHo gelegenen Canal Street endete, durch holländische Siedler nordwärts erweitert wurde.
Manhattan war im Jahre 1811 noch selbstständig. Die damaligen Städteplaner entwickelten den sogenannten „Commissioners’ Plan“. Hierbei entstand das noch existierende, rechtwinklige Straßenraster, genannt Grid (Gitter).
In der Zeit zwischen 1800 und 1850 ließ sich zunehmend die wohlhabende Wohnbevölkerung Manhattans im heutigen SoHo nieder und zog auf diese Weise innerhalb kurzer Zeit die Ansiedlung unterschiedlichster Gewerbebetriebe, vor allem entlang des Broadway nach. Hotels, Theater, vornehme Ladengeschäfte und stattliche Miethäuser sprossen wie Pilze aus dem Boden, wodurch ein vielschichtiges und lebendiges Gesellschaftsleben entstand.
Der Stadtteil SoHo im heutigen architektonischen Erscheinungsbild entstand schließlich um 1850–1890, als die Wohnbevölkerung zunehmend in die nördlicheren Stadtteile Manhattans weiterzog und insbesondere die Textilindustrie Produktions- und Lagerstätten in SoHo errichtete. Die Gegend entwickelte sich zu einem heruntergekommenen Slum, in dem die Fabrikarbeiter für geringe Vergütung und unter schlechten Bedingungen in den sogenannten Sweatshops arbeiteten. In den 1960er Jahren wurden diese Umstände durch neue Arbeitsvorschriften beendet, was zu einer regelrechten Flucht des produzierenden Gewerbes aus SoHo führte, und damit zu einer weitgehenden Verwaisung des gesamten Bezirks.
Die großteils leerstehenden und dem langsamen Verfall anheimgestellten Industriegebäude wurden im Laufe der 1960er Jahre zunehmend von jungen Künstlern und Freiberuflern bezogen, die in den geräumigen, ehemals zu Produktionszwecken genutzten, großflächigen offenen Etagen äußerst preiswerte Ateliers einrichteten, aber auch durch zunächst illegale Umnutzung der Gewerbeflächen zu Wohnflächen großzügige Loftwohnungen unter vorerst meist provisorischen Umständen einrichteten. Durch aufwendige Sanierung und Modernisierung entstanden daraus im Laufe der 1970er und 1980er Jahre begehrte und teure Wohn- und Gewerberäume, deren Mietpreise heute zu den höchsten in New York gehören.
In wenigen Jahrzehnten hat sich SoHo durch einen mehrfachen Gentrifizierungsprozess gewandelt. Die Generation junger, aufstrebender Künstler und Intellektueller sorgte als Pioniere für die Rückgewinnung des Bezirks als Wohnstätte, schuf ein neuartiges, attraktives Umfeld und brachte durch eigene Einkommenssteigerung Kapital in den Stadtteil. Das gestiegene Milieu sorgte seinerseits dafür, dass Immobilienspekulanten ihre Chancen entdeckten, wodurch inzwischen auch die Pioniergeneration einem Segregationsprozess ausgeliefert ist und zunehmend von reicheren Einwohnern aus dem Bezirk verdrängt wird.

## Architektur
Der Kern von SoHo, der Cast-Iron Historic District, wurde aufgrund der besonderen in der amerikanischen Gründerzeit 1840–1890 entwickelten Gusseisenbauweise der Lager- und Fabrikgebäude unter Denkmalschutz gestellt. Fast wäre dieser Kulturschatz jedoch verloren gegangen, als man 1962 eine Schnellstraße quer durch SoHo plante, um den Nord- und Südteil Manhattans besser miteinander zu verbinden. Nach massivem Protest wurden diese Planungen 1968 eingestellt. 1971 gewann die Künstlergemeinde endgültig den Rechtsstreit um den Erhalt der Lagerhäuser.

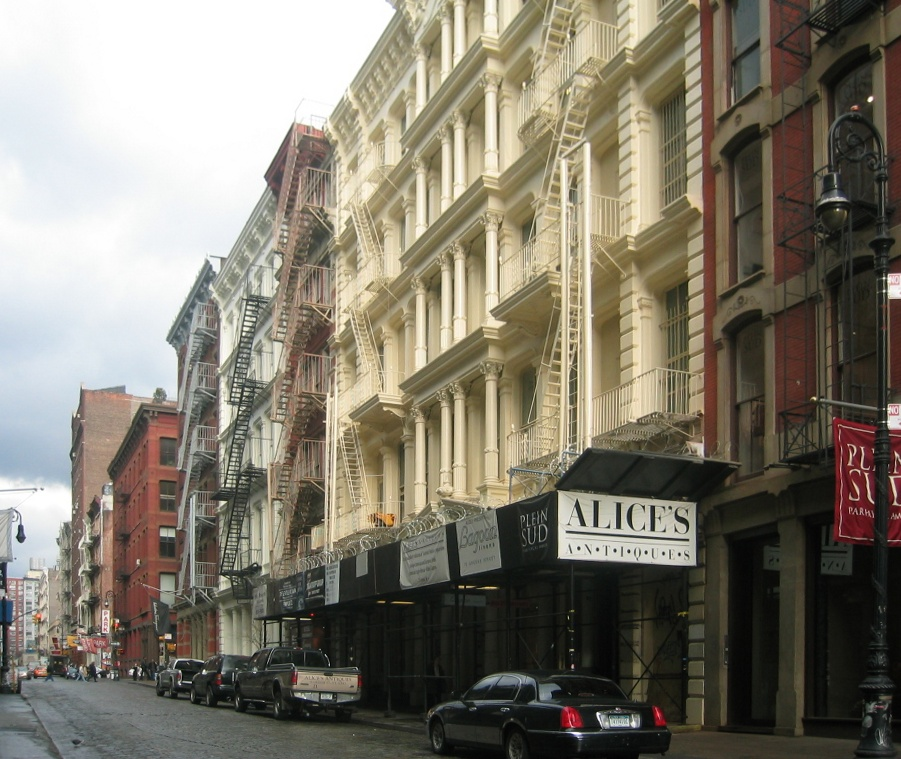
Gusseisen-Architektur in der Greene Street

Gusseisen kam zunächst als dekoratives Element in Verwendung. Die Eisenelemente wurden industriell vorgefertigt und dazu verwendet, älteren Gebäuden im Stile des damaligen Historismus einen modernen, dekorativen Charakter zu verleihen. Später entwickelte sich die Verwendung von gusseisernen Fassaden zu einem zentralen, tragenden Konstruktionsmerkmal der Gebäude. Ihre tragende Struktur erlaubte große Fensterflächen, der Verzicht auf gemauerte Fassaden verringerte die Baukosten und erlaubte sehr kurze Bauzeiten von wenigen Monaten. Die Innenräume wurden durch die Verwendung schlanker, gusseiserner Säulen größer und funktioneller. Ganz nebenbei erlaubte das Material höchste gestalterische Freiheit: Ganz im Stil der Zeit goss man in die Fassadenstrukturen Versatzstücke französischer und italienischer Barock- und Renaissancegebäude, die man weiß oder beige strich, um ihnen den Anschein einer Steinfassade zu verleihen. Insgesamt gibt es in Manhattan etwa 250 Cast-Iron-Gebäude, die meisten davon in SoHo.
In der Blütezeit der Cast-Iron-Architektur dachte man, dass Eisenguss solider und feuerfester sei als Stahl. Man baute gusseiserne Fassaden deswegen auch oft vor Holzgebäude. Jedoch gab das Eisen unter Hitzeeinwirkung genauso nach wie Stahl und riss, sobald es mit Löschwasser in Kontakt kam. Im Jahre 1899 wurden neue Bauvorschriften erlassen, die eine Hinterbauung der Gusseisenfassaden mit festem Mauerwerk verlangten. Viele der noch erhaltenen Cast-Iron-Gebäude in SoHo sind nach diesem Prinzip errichtet worden.

## Kunst und Kultur
Entstanden ist das „Künstlerviertel“ SoHo in den 1960er Jahren. Hier trafen sich die Protagonisten der Fluxus- und Experimentalfilm-Szene, um in den heruntergekommenen und leerstehenden Fabriketagen Zusammenkünfte mit Dichterlesungen, Happenings, Performance-Kunst  abzuhalten. Als treibende Kraft sieht man George Maciunas an, der die äußerst billig zu habenden Fabrikgebäude „en gros“ kaufen und im Stadtteil eine alternative, nichtkommerzielle Kultur aufbauen wollte. In den 1970er Jahren kam eine Bewegung avantgardistischer Jazz-Musiker in New York zusammen. Sam Rivers eröffnete 1971 in der Kelleretage eines ehemaligen Fabrikgebäudes im Herzen des NoHo-Bezirks sein Rivbea Studio. Das nach Rivers Frau Bea benannte Studio wurde bald zur Heimat der Loft-Jazz-Avantgarde. Im Lauf der 1970er Jahre entstanden in SoHo zahlreiche Jazz-Clubs, in denen berühmte Jazz-Persönlichkeiten ihre Kunst für geringe Gage darboten. Die Zeit der Avantgarde endete schließlich langsam gegen Ende der 1970er Jahre, als die Clubs kommerzieller wurden und SoHo für „die Szene“ zu teuer wurde.
SoHo hat sich seitdem zunehmend zu einem Touristenzentrum und zur Shoppingmeile für Liebhaber hochwertiger Modelabels entwickelt. Insbesondere internationale Modekonzerne, wie Chanel, zeigen in SoHo mit repräsentativen Niederlassungen Präsenz, was die Mieten für die alteingesessene Künstlerszene in nicht mehr erschwingliche Höhen trieb.
Neben einer Zahl von weit über hundert, meist avantgardistischen Galerien und zahlreichen Antiquitätenhändlern, residieren in SoHo das New Museum of Contemporary Art und das Museum Of African Art. Das Guggenheim SoHo wurde 2002 geschlossen, und das Gebäude beherbergt seitdem einen Prada-Store.